# Ciclismo ai Giochi della XXXIII Olimpiade - Cronometro femminile
La prova a cronometro femminile dei Giochi della XXXIII Olimpiade si svolse il 27 luglio 2024 su un percorso di 32,4 km a Parigi con partenza dall'Hôtel des Invalides e arrivo al Ponte Alessandro III.

## Programma
Tutti gli orari sono UTC+1
| Data                      | Ora   | Turno  |
| ------------------------- | ----- | ------ |
| Mercoledì, 27 luglio 2024 | 14:30 | Finale |

## Risultati
| Pos. | N. gara | Ciclista                | Nazione                     | Tempo    | Distacco  |
| ---- | ------- | ----------------------- | --------------------------- | -------- | --------- |
|      | 2       | Grace Brown             | Australia                   | 39'38"24 |           |
|      | 4       | Anna Henderson          | Gran Bretagna               | 41'09"83 | a 1'31"59 |
|      | 1       | Chloé Dygert            | Stati Uniti                 | 41'10"70 | a 1'32"46 |
| 10   | 3       | Christina Schweinberger | Austria                     | 41:52.02 | +2:13.78  |
| 5    | 5       | Demi Vollering          | Paesi Bassi                 | 41:29.80 | +1:51.56  |
| 4    | 6       | Juliette Labous         | Francia                     | 41:19.90 | +1:41.66  |
| 25   | 7       | Nora Jenčušová          | Slovacchia                  | 44:22.30 | +4:44.06  |
| 8    | 8       | Elisa Longo Borghini    | Italia                      | 41:49.32 | +2:11.08  |
| 6    | 9       | Lotte Kopecky           | Belgio                      | 41:34.82 | +1:56.58  |
| 12   | 10      | Agnieszka Skalniak      | Polonia                     | 42:24.62 | +2:46.38  |
| 33   | 11      | Anna Kiesenhofer        | Austria                     | 46:28.88 | +6:50.64  |
| 23   | 12      | Olga Zabelinskaya       | Uzbekistan                  | 43:53.51 | +4:15.27  |
| 15   | 13      | Antonia Niedermaier     | Germania                    | 42:53.79 | +3:15.55  |
| 17   | 14      | Elena Hartmann          | Svizzera                    | 42:58.90 | +3:20.66  |
| 11   | 15      | Ellen Van Dijk          | Paesi Bassi                 | 42:21.76 | +2:43.52  |
| 14   | 16      | Emma Norsgaard          | Danimarca                   | 42:33.59 | +2:55.35  |
| 9    | 17      | Audrey Cordon-Ragot     | Francia                     | 41:51.67 | +2:13.43  |
| 34   | 18      | Phetdarin Somrat        | Thailandia                  | 47:25.11 | +7:46.86  |
| 22   | 19      | Mireia Benito           | Spagna                      | 43:48.10 | +4:09.86  |
| 30   | 20      | Anniina Ahtosalo        | Finlandia                   | 45:05.18 | +5:26.94  |
| 7    | 21      | Kim Cadzow              | Nuova Zelanda               | 41:46.02 | +2:07.78  |
| 13   | 22      | Mieke Kroeger           | Germania                    | 42:28.12 | +2:49.88  |
| 21   | 23      | Tamara Dronova          | Atleti Individuali Neutrali | 43:42.16 | +4:03.92  |
| 35   | 24      | Diane Ingabire          | Ruanda                      | 48:05.24 | +8:27.00  |
| 20   | 25      | Olivia Baril            | Canada                      | 43:03.58 | +3:25.34  |
| 16   | 26      | Eugenia Bujak           | Slovenia                    | 42:54.96 | +3:16.72  |
| 27   | 27      | Yuliia Biriukova        | Ucraina                     | 44:43.73 | +5:05.49  |
| 19   | 28      | Taylor Knibb            | Stati Uniti                 | 43:03.46 | +3:25.22  |
| 18   | 29      | Marta Lach              | Polonia                     | 43:03.43 | +3:25.19  |
| 28   | 30      | Julia Kopecký           | Rep. Ceca                   | 44:53.75 | +5:15.51  |
| 24   | 31      | Cecilie Uttrup Ludwig   | Danimarca                   | 44:10.93 | +4:32.69  |
| 29   | 32      | Hanna Tserakh           | Atleti Individuali Neutrali | 44:57.20 | +5:18.96  |
| 26   | 33      | Yulduz Hashimi          | Afghanistan                 | 44:29.13 | +4:50.89  |
| 32   | 34      | Xin Tang                | Cina                        | 45:59.44 | +6:21.20  |
| 31   | 35      | Urška Pintar            | Slovenia                    | 45:07.15 | +5:28.91  |